# Sophie von Fersen
Eva Sophie Piper, nata Sophie von Fersen (30 marzo 1757 – Norrköping, 2 febbraio 1816), è stata una nobildonna svedese e dama di compagnia. Era figlia di Axel von Fersen il Vecchio e di sua moglie Hedvig Catharina De la Gardie nonché sorella minore di Hans Axel von Fersen, cui era molto legata.

## Biografia
Conosciuta come una delle bellezze della corte di Gustavo III di Svezia, Sophie era stata proposta dal duca Federico Adolfo, fratello minore del re e terzo in linea al trono, nel 1774. In precedenza il Principe si era dichiarato a sua cugina Ulla von Fersen ma era stato rifiutato. Suo padre si oppose al matrimonio dal momento che non voleva legare la sua famiglia alla famiglia reale. Sia Sophie che suo padre temevano che ella sarebbe stata umiliata dal Re e dalla Regina Madre, a cui non piaceva l'idea di questo matrimonio. Secondo lo storico e specialista del gossip Crusenstolpe, Sophie detestava anche Adolf Frederik, le cui facoltà mentali erano limitate. Un tentativo di sottrarsi fu evitato dalla principessa Hedvig Elizabeth Charlotte. Nel 1777 sposò il ciambellano Adolf Ludwig Piper (1750-1795). Fu anche coinvolta in una relazione a lungo termine con il barone Evert Wilhelm Taube af Odenkat, cugino di Hedvig Taube.
Nel 1786 Sophie divenne hovmästarinna della duchessa reale ed in seguito della regina Hedwig von Schleswig-Holstein-Gottorf conosciuta in Svezia come Hedvig Elisabet Charlotta. Ella fu la più cara amica della duchessa, ed il diario storicamente interessante della duchessa, scritto in forma di una corrispondenza tra loro, sopravvive. La duchessa chiamava Sophie l'unica vera amica che avesse mai posseduto, e nel 1816, scrisse una biografia di Sophie Piper.
Dopo essere rimase vedova nel 1795 seguì il suo amante Evert Willhelm Taube in Germania nel 1798; dopo la sua morte a Karlsbad nel 1799 ritornò in Svezia dove assunse la responsabilità del governo della casa del fratello Axel nel 1801.
Sophie fu anche la più intima confidente di suo fratello Axel, noto come favorito e probabilmente amante di Maria Antonietta - per queste ragioni di cautela le lettere tra Axel e Sophie fanno numerosi riferimenti a quel rapporto, ma per prudenza Maria Antonietta non è mai nominata con il suo nome, ma sempre come "Lei" o "Josephine", come dimostrato dalla storica svedese Alma Söderhjelm.
Dopo la deposizione dell'assolutista Gustavo IV Adolfo di Svezia nel 1809, ascendendo al trono lo zio liberale di questi Carlo XIII di Svezia, i fratelli Fersen furono noti sostenitori del partito gustaviano, che auspicava che il figlio del deposto sovrano (Gustavo di Vasa) fosse riconosciuto erede al trono. Invece, fu scelto il danese Principe Cristiano Augusto di Augustenburg, adottato da Carlo XIII, senza figli, col nome Carlo Augusto. Poco dopo, Carlo Augusto morì e Carlo XIII adottò il generale francese napoleonico Jean-Baptiste Jules Bernadotte (futuro Carlo XIV Giovanni di Svezia). 
Come il fratello Axel, anche Sophie cadde nel falso e infondato sospetto di coinvolgimento nella morte del principe ereditario Karl August nel 1810. Sia Sophie che Axel si diceva che lo avessero avvelenato. Axel fu ucciso per strada il 20 giugno 1810 da una folla inferocita mentre scortava i funerali di Carlo Augusto. Questo episodio divenne noto come l'omicidio di Fersen. Sophie fu anche oggetto di persecuzioni in questa occasione, ma riuscì a fuggire. Fu avvertita che sarebbe stata costretta a condividere il suo destino, quindi lasciò Stoccolma la stessa notte travestita da cameriera e cercò rifugio nel Castello di Rydboholm. Il giorno seguente, le fu dato il permesso dal re di essere posta in custodia nel Castello di Vaxholm. Fu chiesto ad un tribunale di indagare del suo coinvolgimento nella morte del principe ereditario. Rimase a Vaxholm fino a novembre, quando furono cancellate tutte le accuse. Durante l'inchiesta, ricevette diverse proposte di matrimonio, di cui una da Georg Carl von Döbeln: non accettò, ma portò ad una corrispondenza tra di loro. Sophie è stata descritta come una bellezza incantevole, ma anche temuta per la sua ambizione e la lingua tagliente.
Ha vissuto i suoi ultimi anni ritirata a Löfstad Slott vicino Norrköping.